# Стефан Паприков
Стефан Георгиев Паприков е български военен деец, генерал-лейтенант, дипломат и политик от Демократическата партия, почетен флигел-адютант на Княза.

## Биография

### Младежки години, начало на военна кариера
Стефан Паприков е роден на 12 април (24 април нов стил) 1858 г. в Пирдоп. През 1875 – 1876 г. е учител в Панагюрище, където се включва в Априлското въстание през 1876 година.
След Освобождението постъпва в Командата на волноопределяющите се, а по-късно във Военното училище в София и завършва в първия випуск през ноември 1879 г. Произведен е в чин подпоручик и зачислен в Софийска № 1 пеша дружина. На 30 август 1882 г. е произведен в чин поручик, а през 1883 г. завършва Военната академия в Санкт Петербург и служи в 20-а пехотна дружина. От 21 февруари 1884 г. е командир на Раховска № 12 пеша дружина. На 30 август 1885 г. е произведен в чин капитан. Служи в 3-та пеша бригада.

### Сръбско-българска война (1885)
По време на Сръбско-българската война (1885) капитан Паприков е началник-щаб на Западния корпус и има заслуги за успешните действия на българските войски при Сливница (5 – 7 ноември) и ръководи операциите срещу Пирот, въпреки че първоначално подкрепя стратегията на княз Александър Батенберг за отстъпление.
След войната е помощник-началник-щаб и участва в потушаването на проруския Офицерски бунт от 1887 г. На 1 април 1887 г. е произведен в чин майор, а на 18 август същата година е назначен за началник на Генералния щаб, след което е началник на Военното училище (1887 – 1891). На 2 август 1891 г. е произведен в чин подполковник и назначен за началник на Административния отдел в Щаба на войската (1891 – 1895). На 14 февруари 1892 г. е награден с орден „За заслуга“ „за усърдна и примерна служба“. На 2 август 1895 г. е произведен в чин полковник. През 1896 – 1899 г. отново е началник на Генералния щаб, а след това е военен министър в правителствата на Димитър Греков, Тодор Иванчов, Рачо Петров, Петко Каравелов и Стоян Данев (1899 – 1903). На 15 ноември 1900 г. е произведен в чин генерал-майор.
След напускането на правителството Паприков за известно време е инспектор на пехотата (1904 – 1905), след което е изпратен като дипломатически представител на България в Русия (1906 – 1908). На 17 април 1908 г. е произведен в чин генерал-лейтенант и същата година се уволнява от армията и става министър на външните работи и изповеданията в правителството на Александър Малинов. Той е на тази длъжност по време на обявяването на независимостта на България и играе важна роля за дипломатическата ѝ защита.
След падането на правителството на Малинов Стефан Паприков става пълномощен министър на България в Русия (1910 – 1912). Възложена му е задачата да работи за осигуряването на подкрепата на Русия за подготвяната война с Османската империя.

### Балканска война (1912 – 1913)
По време на Балканската война (1912 – 1913) е назначен като офицер за особени поръчки за представител на България при Главната квартира на черногорската армия. Той участва и в българската делегация за сключването на Лондонския договор през 1913 г.

### Политическа кариера
Като водач на листата на Демократическата партия в Гюмюрджина Паприков е избран занароден представител в XVII обикновено народно събрание(1914 – 1919). В периода 1915 – 1918 година е председател на Комисията за подпомагане на войнишките семейства.
Генерал-лейтенант Стефан Паприков умира на 30 май 1920 година в София. Според Добри Ганчев Паприков умира от рак на стомаха.

## Военни звания
- Прапоршчик (10 май 1879)
- Подпоручик (1 ноември 1879, преименуван)
- Поручик (30 август 1882)
- Капитан (30 август 1885)
- Майор (1 април 1887)
- Подполковник (2 август 1891)
- Полковник (2 август 1895)
- Генерал-майор (15 ноември 1900)
- Генерал-лейтенант (17 април 1908)

## Награди
- Военен орден „За храброст“ III степен, 2 клас
- Княжеский орден „Свети Александър“ II степен с брилянти
- Народен орден „За военна заслуга“ I степен
- Орден „За заслуга“ (14 февруари 1892)

## Съчинения
- Записки по военна администрация. Курс на Софийското военно училище.   1887.
- Сборник на приказите, указите и циркулярите по военното ведомство.   1887.
- Гургулят-Брезник-Трън и Пирот или Брезнишко-Трънският отряд в Сръбско-българската война 1885.   1891.
- Кратък учебник по военна администрация.   1891.
- Учебник по военна администрация. Курс за дивизионните учебни команди.   1893.
- Военна администрация. Военно домакинство.   1894.
- Сръбско-българската война 1885. Съставители Иван Иванов и Милена Тодоракова.   2011.